# Praso
Praso est une ancienne commune de moins de 1 000 habitants de la province autonome de Trente, dans la région du Trentin-Haut-Adige, dans le nord-est de l'Italie. Elle fusionne le 1er janvier 2015 avec Bersone et Daone pour former Valdaone.

## Administration
| Période                                  | Période | Identité | Étiquette | Qualité |
| ---------------------------------------- | ------- | -------- | --------- | ------- |
|                                          |         |          |           |         |
| Les données manquantes sont à compléter. |         |          |           |         |

### Communes limitrophes
Daone, Roncone, Lardaro, Bersone, Pieve di Bono